# Torelli
|  | Per a altres significats, vegeu «Torelli (desambiguació)». |

Torelli és el nom d'una família que va governar a Ferrara i després a Guastalla i Montechiarugolo, a Itàlia. L'ancestre de la família fou Ludolf de Saxònia anomenat el Brau. El seu besnet fou Enric l'alquimista, duc de Baviera, casat amb Hingilda Traversari, de la família de senyors de Ravenna, amb la que va tenir a Frederic il Taurello que tenia moltes possessions a Ferrara i va governar per designació de la comtessa Matilde de Toscana (1092), que es va casar amb Matilde di Ermengardi, de la família de Carlemany per la seva àvia Gaudalda. Va morir el 1117 deixant dos fills, Guiu I, podesta de Ferrara el 1118, anomenat Salinguerra, i Pere d'Ermengardi, ancestre dels Torelli de Bolonya. El seu fill Taurello I va governar a Ferrara i va morir el 1185 deixant un fill anomenat Salinguerra Torelli que del 1205 al 1230 va lluitar contra els Este per la possessió de Ferrara. El 1240 fou fet presoner i encarcerat fins a la seva mort el 1244. Dels seus fills, Pau, Bartomeu, Fraisinda i Jaume, el darrer va tenir un fill anomenat Salinguerra III tronc dels senyors de Guastalla. El seu descendent Guiu III, senyor de Guastalla des del 1406 i de Montechiarugolo des del 1407, el gran fou el primer comte de Guastalla el 1428.

## Senyors de Ferrara
- Frederic il Taurello 1092-1115
- Guiu I Salinguerra I 1118-?
- Taurello I ?-1195
- Salinguerra II Torelli 1205, 1209, 1222-1240

## Senyors de Guastalla
- Salinguerra III c. 1300
- Botacino c. 1325
- Taurello II c. 1350
- Guiu II Torelli c. 1375
- Marsili el poderós ?-1406
- Guiu III el Gran 1406-1449 (de Montechiarugolo 1407-1449), comte des el 1428